# GSMA

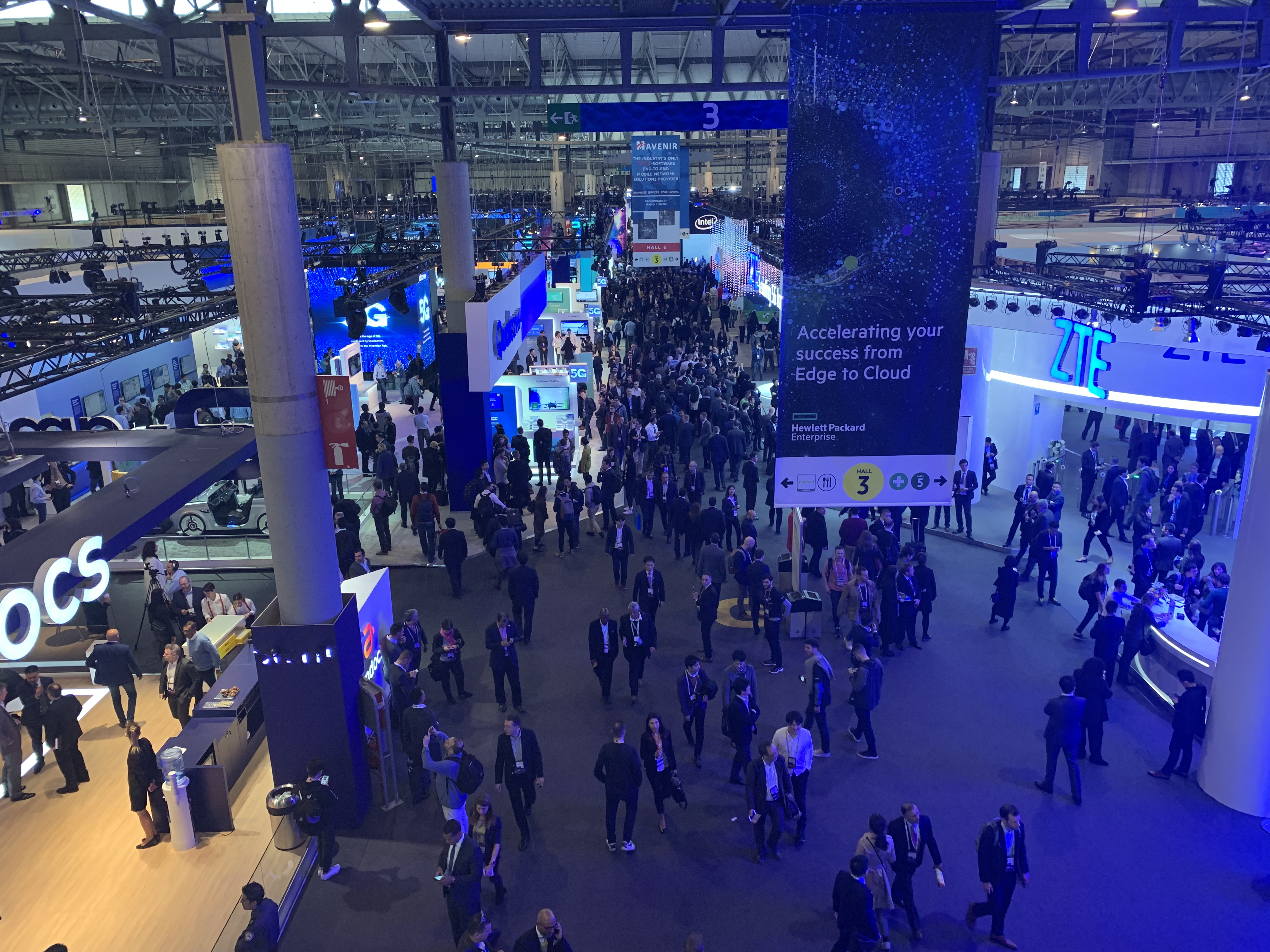
Exibição no evento MWC19 Barcelona, o maior congresso de comunicações móveis do mundo, organizado pela GSMA.

A GSMA é uma associação internacional que representa os interesses de mais de 750 operadores e fabricantes de telefonia móvel de 220 países do mundo. Foi formada em 1995 como a "GSM MoU Association" para apoiar e promover os operadores móveis que usam o padrão GSM (Global System for Mobile Communications) para redes celulares. Ela gerencia programas da indústria em colaboração com seus membros com o objetivo de alcançar escala e interoperabilidade para novas tecnologias móveis. Também representa a indústria móvel perante governos e instituições onde defende posições políticas e regulatórias em nome de seus membros.